# Rhizanthella gardneri
Rhizanthella gardneri — вид орхідей, що росте лише у лісовому районі на заході Австралії, тому в Австралії рослину називають західною підземною орхідеєю (англ. Western Underground Orchid). Входить в десятку найбільш рідкісних рослин у світі.

## Поширення
Відомо всього кілька місцезнаходжень виду в Західній Австралії, що приурочені виключно до місць зростання Melaleuca uncinata. Відомо тільки шість популяцій цього виду, які знаходяться недалеко від міста Коррігін і південного узбережжя країни. Три з них знаходяться під охороною в заповідниках.

## Історія відкриття
Одного разу навесні в 1928 році Джек Тротт помітив дивні тріщини в ґрунті в його саду, а коли нахилився, щоб краще їх розглянути, відчув солодкий запах, що виходив звідси. Чоловік розкопав одну з тріщин і виявив в ній невелику білу рослину, яка росла під землею. Згодом з'ясувалося, що Тротт відкрив раніше невідомий вид орхідей — різантеллу Гарднера (Rhizanthella gardneri), або, як її прозвали в Австралії, західну підземну орхідею.

## Екологія
Rhizanthella gardneri все життя проводить під землею, цвіте теж під землею пізнього травня або червня. Рослина виростає не більше 8 сантиметрів у висоту і має товсте коротке кореневище. Не маючи можливості споживати енергію сонця, орхідея харчується за допомогою чагарникової рослини-господаря Melaleuca uncinata. З цією рослиною різантелла пов'язана грибом Thanatephorus gardneri: міцелій цього гриба зростається з корінням чагарнику і проникає в тканини орхідеї.
Таким чином через гриб орхідея може споживати поживні речовини і вуглекислий газ, отримані чагарником, а потім перетворювати воду, поживні речовини і діоксид вуглецю в енергію, необхідну для життя. Цікаво, що розмножуватися орхідея може вегетативно або за допомогою підземних комах, наприклад, термітів. Залучені ароматом комахи обпилюють квітки орхідеї.

## Охоронний статус
Rhizanthella gardneri занесена до Міжнародної Червоної книги і відноситься до видів, що знаходяться на межі зникнення. Вчені вважають, що скорочення чисельності пов'язано, перш за все, зі знищенням великої кількості чагарникових рослин в Західній Австралії через ведення сільського господарства. За оцінками вчених налічується всього до 50 даних рослин.